# Sisa
A Sisa török eredetű magyar-bolgár személynév.

## Változatai
Sisa, Sissa, Szisa, Csicsa

## Eredete
Alapszava a török sis (şiş) szó, aminek két jelentése van.
Egyik a pálca és annak minden fajtája, pld. a kerék küllője, vagy az amire húst tűznek, tehát nyárs, de használják még hegyes csúcs, vagy szúrófegyver megnevezésére is.
Másik jelentése duzzanat, ha emberről mondjuk leginkább kövérséget jelent, -man képzővel képzett változata a Sisman'(Şişman) vált értelemszerűen gyakori személynévvé, de ugyanebből vezethetők le a Şişuy, Şişkin, Şişko, Şişal, Şişak, Şişek és Şişik török nevek is.
A Sisa név esetében az -a személynévképző, jelentése tehát kövér.
Eredetileg a szó -sz hanggal kezdődött, tehát szis-nek hangzott, de hamar sis lett belőle (szis>sis). A török és a magyar nyelvben is könnyen kialakultak másodlagos -cs hangalakú változatok, ilyenek például a Sis-Csics, Sisa-Csicsa, Sismán-Csicsmán stb. nevek (s>cs).
A korai magyar alakok, mint az 1067-ben jegyzett Chycha fia Apa, és az 1229-ben a Váradi regestrumban szereplő Chicha személynevek olvashatók s-sel is, tehát Sisának, esetleg annak -cs hangalakú változatai.
Fontos megjegyezni, hogy a történelmi Sisa>Csicsa személynév nem kapcsolható össze a Pista>Csicsa Somogy környékén elterjedt, becéző alakból keletkezett családnévvel.
A név alapszavául szolgáló sis szó biztosan nem nyugati ótörök vagy csuvas, mert akkor a szóvégen nem -s, hanem -l állna. Valószínűbb, hogy köztörök, ezen belül kipcsak vagy oguz eredetű, ezért nem a honfoglalás kori magyarok török elemeihez köthető, hanem a később beköltöző kunokhoz, besenyőkhöz esetleg úzokhoz.

## Elterjedése
Főként a keleti országrészben, ezen belül Jász-Nagykun-Szolnok, Nógrád, Heves és Pest vármegyék területén, de megtalálható Bács-Kiskun, Csongrád-Csanád, Hajdú-Bihar és Borsod-Abaúj-Zemplén vármegyékben is. A nyugati országrészben ritkább, itt főként Fejér vármegye és Győr-Moson-Sopron vármegye területén ismert.
A középkori Magyar Királyság területén az Alföldön, de főleg a Jászságban, Nógrád, Heves és Borsod vármegyékben, a Körösök mentén, a Sárköz és Fejér vármegye területén, valamint az Őrségben, Csallóközben, Krassó-Szörény és Valkó vármegyékben, a Magyar királyság területén kívül Havasalföld és Bulgária egyes részein volt megtalálható.

## Genetika
Az Y-kromoszóma, vagy más néven Y-DNS vizsgálat az apai ág származását határozza meg. Mivel az Y-kromoszóma apáról fiúra száll, mint a vezetéknév, ezért hasznos vizsgálati tényező nem csak a genetikai kutatásokban, de a genealógiában és a családnévkutatásban is.
A magyar családnevek vizsgálatával a Family Tree DNA-Magyar DNS projektje foglalkozik, az ehhez kapcsolódó korbecslést az Yfull számításai alapján végzik.  
A vizsgálatok eredményét mutató táblázatban két személy található ezzel a családnévvel, egyik a Jászság területéről, a másik Nógrád vármegyéből. Mindketten a Q-M242 haplocsoportba, ezen belül a Q-L332>Q-YP1695 alcsoportba tartoznak. A nógrádi minta az Yfull adatbázisában is megtalálható. 
Ennek a genetikai csoportnak a származása Közép-Ázsia és az Altaj-hegység. A Q-L332 haplotípus egy Kazahsztánban feltárt keleti szkíta temetkezési helyről is előkerült, amit a Nature magazin ezzel foglalkozó cikke is megemlített.

## Megjegyzés
Ez a cikk a magyarországi Sisa személynév eredetével foglalkozik, de más népek nyelvén szerte a világon keletkezhettek hasonló nevek, viszont ezek eredete legtöbb esetben nincs összefüggésben a magyar névvel.